# Pholetesor dixianus
Pholetesor dixianus är en stekelart som beskrevs av Whitfield 2006. Pholetesor dixianus ingår i släktet Pholetesor och familjen bracksteklar. Inga underarter finns listade i Catalogue of Life.